# Нафтопродуктопровід
Нафтопродуктопро́від — трубопровід, призначений для транспортування нафтопродуктів (бензину, дизельного палива, гасу, пічного палива, палива для реактивних двигунів та інші) в межах підприємства або від одного підприємства, пункту наливу, перевального комплексу до іншого підприємства, перевального комплексу, пункту наливу.